# Diplotrema annectens
Diplotrema annectens är en ringmaskart som först beskrevs av Frank Evers Beddard 1889.  Diplotrema annectens ingår i släktet Diplotrema och familjen Acanthodrilidae. Inga underarter finns listade i Catalogue of Life.